# Contea di Cherokee (Texas)
La contea di Cherokee (in inglese Cherokee County) è una contea dello Stato USA del Texas. Il nome deriva dalla tribù di nativi americani Cherokee. Al censimento del 2000 la popolazione era di 46 659 abitanti. Il capoluogo della contea è Rusk.

## Geografia fisica
Lo United States Census Bureau certifica che l'estensione della contea è di 2.750 km², di cui 2.725 km² composti da terra e i rimanenti 25 km² composti di acqua.

## Infrastrutture e trasporti

### Strade
- U.S. Highway 69
- U.S. Highway 79
- U.S. Highway 84
- U.S. Highway 175
- State Highway 21 (Texas)
- State Highway 110 (Texas)

## Contee confinanti
- Contea di Smith, Texas - nord
- Contea di Rusk, Texas - nord-est
- Contea di Nacogdoches, Texas - est
- Contea di Angelina, Texas - sud-est
- Contea di Houston, Texas - sud-ovest
- Contea di Anderson, Texas - ovest
- Contea di Henderson, Texas - nord-ovest

## Storia
La contea è stata costituita il 13 luglio 1846.

## Maggiori città
| - Alto - Bullard - Cuney - Gallatin | - Jacksonville - Maydelle - New Summerfield - Reklaw | - Rusk - Troup - Wells |